# Major Ridge
Major Ridge (ca. 1771 – 22. juni 1839) også kaldet Pathkiller d . 2. var en cherokesisk leder og høvding. Major Ridge var én af de mest betydningsfulde ledere for stammen fra begyndelsen af 1800-tallet til sin død i 1839, og måske den leder, der fik størst betydning for hele stammens skæbne. Sammen med to andre høvdinge, Charles R. Hicks og James Vann udgjorde han det såkaldte Cherokesiske Triumvirat.

## Baggrund
Der vides ikke specielt meget om Major Ridges barndom og ungdom. Han blev født i cherokerserbebyggelsen Great Hiwassee i det nuværende Tennessee i 1771 eller 1772. Ridge var søn af en cherokesisk mand, Tsa-Tsi og en skotsk-cherokesisk kvinde. Hans mor tilhørte Rådyrsklanen, og da klantilhørsforholdet hos cherokeserne fulgte moderen, tilhørte han også selv denne klan. 
I sin ungdom var Ridge kendt som Nun-Ne-Dhi eller "Han som dræber de fjender, han møder på sin vej." Efter chickamaugakrigenes afslutning i 1794, hvor Ridge gik fra at være meget krigerisk indstillet overfor de hvide nybyggere, til at være mere fredelig, ændrede han sit navn til Ka-Nun-Tah-Kla-Gee (også stavet på mange andre måder), der betyder "Han, der går på bjergets top" eller på engelsk bare "The Ridge". 

## Fra 1788 til 1812

### Kriger
I slutningen af 1780'erne og begyndelsen af 1790'erne deltog han i de mange kampe mellem cherokeserne og de hvide nybyggere i Tennessee sammen med chickamaugaerne, som ikke var en egentlig stamme, eller klan, men mere en sammenslutning af cherokeserkrigere, som bekæmpede de hvide. Ridge var med på sit første krigstogt i 1788, ca. 17 år gammel. I begyndelsen af 1790'erne deltog han i et togt, hvor stammen forsøgte at stjæle heste fra nybyggerne ved Holston River. Ved den lejlighed blev adkillige ledende cherokesere dræbt, blandt disse lederen af "Overhill Cherokeserne" (den del af stammen, der levede i Tennessee), Hanging Maw. Senere var Ridge en af John Watts' krigere under dennes togt mod de hvide i det østlige Tennessee i 1792 og 1793. Denne kampagne endte med et angreb på en familie, Calvert. Hele familien blev dræbt. To børn som Watts i første omgang havde skånet, blev myrdet af en mindre gruppe krigere under ledelse af krigshøvdingen Doublehead, som muligvis selv myrdede dem begge. Også Ridges gode ven James Vann var med ved den lejlighed og Vann forsøgte at beskytte det ene barn, men det blev revet fra ham af Doublehead, og dræbt. Dette var hovedårsagen til det fjendskab, der senere var mellem på den ene side Ridge og Vann og på den anden side Doublehead. 
Episoden med drabet på famlien Calvert, og Ridges mange andre kampe fik ham til at beslutte sig til at afslutte sine kampe mod de hvide og begynde et fredeligere liv. Dette skyldtes sandsynligvis også tilskyndelser fra Vann og Charles R. Hicks, to venner som allerede havde lagt krigen bag sig.
Omkring 1795 gik Ridge og hans to venner ind i "stammepolitik". Ridge, repræsenterede bebyggelsen Pine Log i stammerådet, og sammen med Vann og Hicks blev de kendt som "De unge høvdinge". I 1800 anerkendte stammerådet dem, som Cherokesertriumviratet, og på trods af at de tit var i opposition til stammens ældste, fik de stor indflydelse på stammens politik i årene fremover. Ridge forlod dog stammerådet kort efter for at vende hjem til sin landsby.

### Ægteskab
I 1800 giftede han sig med Sehoyah, også kendt som Susannah Wickett. De slog sig ned i Pine Log i det nuværende Bartow County i Tennessee. Gennem en regeringsagent modtog de forskellige landbrugsredskaber samt en spinderok og en væv (på en bevilling fra præsident George Washington, der ønskede at indianerne skulle hjælpes til at tilpasse sig de hvides levevis). Ridge's kone tjente mange penge på at væve og sælge stof, og selv fik han succes som farmer, og han begyndte at opkøbe slaver (hvilket var helt almindeligt blandt den cherokesiske overklasse) til at drive sin efterhånden ret store plantage. 
Ridge fik to børn, en datter og en søn, John. Senere fik de endnu en søn. I 1805 vendte han tilbage til stammerådet sammen med Vann og Hicks hvor de tre kunne konstatere at mange af stammens ældste tilsyneladende modtog bestikkelse af de hvide. 

### Drabet på høvding Doublehead
I 1806 opstod et rygte om, at også høvdingen Doublehead, der siden 1793 havde været Ridges dødfjende var blevet bestukket til at overlade cherokesiske landområder til amerikanske jordspekulanter. Sandsynligvis var der noget om snakken, for i hvert fald kom Doublehead pludselig til penge i årene efter at chickamaugakrigene var endt. Cherokesernes stammeråd "dødsdømte" efter opfordring fra "de unge høvdinge" Doublehead og overlod til Ridge, James Vann og Alexander Saunders at eksekvere dødsdommen. Inden "henrettelsen" drak de tre sig mod til, men Vann blev så beruset, at han ikke kunne deltage. Den 9. august 1807 fandt de to andre den da ca. 80-årige Doublehead i skolelærerens hjem i Hiwassee. Her overfaldt de ham med skydevåben og knive, inden Ridge med en tomahawk gjorde det af med ham. 

### Fredsforkæmperen Ridge
Efter drabet på Doublehead opstod der problemer, da James Vann afviste en hvid mand fra sin kro, fordi den hvide bar våben. Indianeragenten Return. J. Meigs protesterede, men Ridge afviste klagen. For at undgå tilsvarende situationer oprettede cherokeserne deres eget politi med Ridge som leder. Samtidigt afskaffede man på Ridges foranledning, den gamle praksis med at alle forbrydelser blev straffet med blodhævn. 
I 1808 blev James Vann dræbt, måske af Alexander Saunders, der havde været med ved drabet på Doublehead. Hicks som havde arbejdet for indianeragenten, Meigs, valgte eller blev tvunget til at stoppe, og Ridge var nu den eneste tilbageværende af triumviratet. 
I 1811 indkaldte shawneehøvdingen Tecumseh til et møde mellem flere af de sydlige stammer. Hans mål var at finde stammer, der ville alliere sig med shawneerne for én gang for alle at besejre de hvide. Blandt de cherokesere, der deltog i mødet, var Ridge, som repræsenterede Overhill Cherokeserne og Junaluska, som var én af repræsentanterne for de såkaldte Upper Cherokees, der boede på den anden side af Appalacherne i North Carolina. Både Junaluska og Ridge talte mod cherokesernes involvering i en krig mod de hvide nybyggere. En legende fortæller, at Ridge efter mødet trak Tecumsheh til side, og fortalte ham, at hvis han mødte op til cherokesernes stammeråd for at prøve at overtale resten af stammen, ville Ridge personligt dræbe ham. 

## 1812 – 1834

### Soldat for "De Hvide"
I 1812 udbrød der krig mellem USA og England (Britisk-amerikanske krig (1812)), og Ridge tilsluttede sig Andrew Jacksons tropper i kampen mod Creek-indianerne, som stod på britisk side og som var cherokesernes dødsfjender. I Slaget ved Horseshoe Bend, i 1814 kæmpede han så modigt, at han efter slaget blev udnævnt til major. Herefter var han kendt som "Major Ridge" og han brugte titlen Major i resten af sit liv. 
I 1818 sluttede Major Ridge sig igen til Andrew Jackson i den 1. seminolekrig, hvor han anførte en cherokeserstyrke mod seminolerne (der oprindeligt havde tilhørt creek-stammen). 

### Politikeren Ridge
Efter krigen flyttede Major Ridge og hans familie til den daværende cherokserlandsby Head of Coosa (i dag Rome, Georgia), hvor han etablerede en plantage ved Oostanaula River. Bygningen eksisterer endnu, og rummer i dag Chieftains Museum, et National Historic Landmark. Her blev han gode venner med en "nabo" og medlem af stammerådet, John Ross og lige som Ross (Ross havde boet ved Ross' Landing i det nuværende Chattanooga i Tennesee, men var nu flyttet til Georgia, hvor han boede nær byen New Echota) etablerede Ridge sig med at drive handelsstation og færgefart over floden. Ridge blev særdeles velhavende og kunne sende sine børn til de fineste skoler og senere på college i øststaterne. 
Sammen med Ross var Ridge med til at grundlægge Cherokee Nation, en samling af stammen under en fælles overhøvding, med en forfatning opbygget med forbillede i USA's forfatning og med en fælles regering for hele stammen. Omkring 1820 blev Major Ridge talsmand for stammerådet. 
I 1828 blev regeringen etableret og John Ross blev stammens første demokratisk valgte "overhøvding", mens Major Ridge blev hans chefrådgiver. Samme år begyndte den første tosprogede avis, udgivet på både cherokesisk og engelsk, Cherokee Phoenix at udkomme med Major Ridges nevø, Gallegina Watie, bedre kendt som Elias Boudinot, som redaktør. 
De fleste af stammens politikere mente nu, at man havde efterkommet den tidligere amerikanske præsidents (Washingtons) ønske om at blive "civiliserede" og at begynde at leve "på den hvide måde". Derfor kom det som en overraskelse for de fleste, da den amerikanske kongres på initiativ af Andrew Jackson, der nu var præsident, i 1830 vedtog den såkaldte Indian Removal Act, der bemyndigede præsidenten til at indlede forhandlinger med alle stammer, der var bosat øst for Mississippi-floden om at disse skulle flyttes til det nyoprettede indianerterritorium i det nuværende Oklahoma. 
Ridge var sammen med Ross og de fleste andre cherokeserledere imod tanken om flytning, og talte jævnligt mod det i stammerådet. I 1830, kort efter lovens vedtagelse, ophævede staten Georgia alle stammens love og afholdt et lotteri, hvor de udloddede cherokesernes områder i staten til nybyggere, og hurtigt begyndte vinderne at trænge ind på stammens område og overtage deres huse. Stammen gik til domstolene og sagen endte i USA's Højesteret, hvor højesteretspræsident John Marshall afsagde kendelse til cherokesernes fordel. Imidlertid ville præsidenten og kongressen ikke tvinge Georgia til at efterkomme Højesterets beslutning. 
Antallet af hvide på stammens område i Georgia voksede, og det fik Ridge til at skifte mening omkring forflyttelsen til Oklahoma. Sandsynligvis blev han påvirket af sin søn John og dennes fætter Elias Boudinot, som begge gik ind for at flytte stammen. I stammerådet var Major Ridge ene om at forfægte synspunktet, men han fik efterhånden samlet omkring 500 stammemedlemmer, der var enige med ham. Den gruppe blev senere kendt som "ridgisterne" og stod i skarpt modsætningsforhold til resten af stammen, som ønskede at forblive i deres gamle hjemland. Disse "forsamledes" under John Ross og blev kendt som "rossisterne".

## 1835 – 1839

### New Echota traktaten
I marts 1835 underskrev gruppen en aftale om, at stammen skulle mødes med hvide udsendinge i byen New Echota i Georgia for at forhandle en traktat om forflyttelse til indianerterritoriet. Blandt underskriverne af denne aftale var John Ridge, søn af Major Ridge og nevøen Elias Boudinot. Imidlertid underkendte stammen gruppens ret til at repræsentere hele stammen, så aftalen vakte stor modstand. Efter aftalens indgåelse blev gruppen omkring Major Ridge omtalt som "Treaty Party" (Traktatpartiet) og afstanden mellem denne gruppe og resten af stammen voksede betragteligt. I aftalen var det blandt andet bestemt, at der ved mødet i New Echota skulle gennemføres en afstemning blandt stammens repræsentanter om, hvorvidt man skulle flytte. Var der flertal for flytningen, skulle der underskrives en traktat, som hele stammen skulle rette sig efter.
I december 1835 mødtes så repræsentanter for Treaty Party med hvide udsendinge i New Echota og på trods af, at resten af stammen ikke deltog, gennemførte man den afstemning, som var nævnt i aftalen. Da der kun var ca. 400 ridgister til stede, mens resten af stammens ca. 16.000 medlemmer, på Ross' opfordring var udeblevet blev forflyttelsen vedtaget med ret stort flertal.
Den 29. december blev der så underskrevet, hvad der senere er blevet kaldt New Echota traktaten. I forteksten til denne gøres det klart, at på trods af, at kun et fåtal af stammen var til stede, betragtes denne gruppe som værende hele stammen, og dens beslutninger er bindende for alle cherokesere. I traktaten afgav cherokeserstammen alt det land, som den ejede øst for Mississippi til gengæld for nyt land i indianerterritoriet. Blandt underskriverne var Major Ridge, som havde forhandlet traktaten og Elias Boudinot, foruden en række andre cherokesere som resten af stammen heller ikke anerkendte som repræsentanter, blandt disse John Ross' egen bror, Andrew Ross.
John Ross indsamlede ca. 15.000 underskrifter fra stammemedlemmer og selv om ham personligt overbragte underskrifterne og appellerede til USAs Kongres og præsidenten om hjælp var det uden held. Kongressen ratificerede traktaten i 1836 med én stemmes flertal. Stammen fik 2 år til at flytte frivilligt, ellers ville den blive tvangsforflyttet.
Major Ridge og hans familie flyttede til indianerterritoriet under beskyttelse af USA's hær i løbet af 1837 og det samme gjorde ca. 2.000 andre stammemedlemmer, primært ridgister og deres familier. I 1838 blev resten af stammen så tvangsforflyttet på det berygtede Trail of Tears, hvor mere end 4.000 døde undervejs.

### Endeligt
Efter resten af stammens ankomst til Oklahoma-territoriet fortsatte stridighederne mellem rossister og ridgister, som rossisterne betragtede som landsforrædere. Ridge havde selv i 1830 udformet en lov, der gav mulighed for at dømme stammemedlemmer, som solgte jord til de hvide for forræderi mod stammen, og da han havde underskrevet traktaten udtalte han "Der underskrev jeg min egen dødsdom". og få måneder senere udtalte han "Jeg forventer at dø, for det jeg har gjort".
Den 22. juni 1839 blev Major Ridge, hans søn John Ridge og hans nevø, Elias Boudinot myrdet af rossistiske stammedlemmer uden at stammerådet havde afsagt dødsdom (men sandsynligvis med dettes billigelse, da der ikke blev gjort noget for at straffe drabsmændene). John Ridge blev trukket ud af sit hus og myrdet med 43 knivstik, Boudinot blev skudt ned på åben gade, mens det lykkedes for hans bror, Stand Watie, der også var dødsdømt, at undslippe. Major Ridge selv blev skudt, mens han var på vej til Arkansas. Major Ridges drabsmænd var Bird Doublehead og dennes halvbror, James Foreman, som i 1842 selv blev dræbt af Stand Watie. Bird Doublehead var søn af den høvding Doublehead, som Ridge selv havde dræbt for præcis den samme forseelse 32 år tidligere.
I mange år efter drabene på Ridge og hans slægtninge var stammen splittet i to fraktioner, de der holdt med ridgisterne og de, der holdt med rossisterne og det udviklede sig til en egentlig borgerkrig mellem de to fraktioner, som varede fra 1840 til 1846 og selv efter at Oklahoma blev stat i 1907, bestod uenigheden mellem de to grupper.
Major Ridge ligger begravet på Polson Ridge-Watie Cemetary i Delaware County i Oklahoma sammen med nevøen Stand Watie. Ridges barnebarn, John Rollins Ridge blev senere anerkendt som den første indianske romanforfatter.

## Eksterne links
- About North Georgia – artikel om Major Ridge Arkiveret 15. januar 2010 hos  Wayback Machine (engelsk)
- GeorgiaTribe of Eastern Cherokee – Major Ridge Arkiveret 12. august 2009 hos  Wayback Machine (engelsk)
- Hjemmeside for Chiftains Museum (engelsk)